# 1995
1995 (MCMXCV) je bilo navadno leto, ki se je po gregorijanskem koledarju začelo na nedeljo.

## Dogodki

### Januar – april
- 1. januar – 
  - Avstrija, Finska in Švedska postanejo članice Evropske unije.
  - ustanovljena je Svetovna trgovinska organizacija, ki nadomesti Splošni sporazum o carinah in trgovini.
  - na naftni ploščadi Draupner v Severnem morju prvič zanesljivo zabeležijo morilski val.
- 7. januar – filipinski policisti med preiskavo kemičnega požara v stanovanjskem naselju v Manili po naključju odkrijejo načrte za operacijo Bojinka, množičen terorističen napad v pripravi.
- 17. januar – močan potres v bližini mesta Kobe prizadene jug prefekture Hjogo na Japonskem in zahteva 6.434 žrtev.
- 25. januar – sondažna raketa, izstreljena z otoka Andøya na severu Norveške, povzroči mednarodni incident, ko jo v ruskem radarskem centru interpretirajo kot možen ameriški balistični izstrelek.
- 26. januar – 28. februar – Ekvador in Peru se zapleteta v oborožen spopad zaradi ozemeljskih sporov v porečju reke Cenepa na meji med državama.
- 15. februar – FBI aretira hekerja Kevina Mitnicka, obtoženega, da je vdrl v več najbolj varovanih računalniških sistemov v ZDA.
- 21. februar – Steve Fossett uspešno zaključi prvo prečkanje Tihega oceana z balonom.
- 26. februar – zaradi propadlih borznih špekulacij enega od posrednikov propade najstarejša britanska investicijska banka Barings Bank.
- 27. februar – odprto je Mednarodno letališče Denver, največje letališče v Združenih državah Amerike.
- 3. marec – Organizacija združenih narodov zaključi neuspešno mirovno operacijo v Somaliji.
- 16. marec – Misisipi kot zadnja ameriška zvezna država ratificira 13. amandma ameriške ustave, s katerim je bilo ukinjeno suženjstvo.
- 20. marec – člani sekte Aum Šinrikjo izvedejo teroristični napad s sarinom na postaji podzemne železnice v Tokiu, v katerem umre 13 ljudi, več kot 5500 je ranjenih.
- 22. marec – kozmonavt Valerij Poljakov zaključi 438-dnevno bivanje na krovu vesoljske postaje Mir in postavi rekord v trajanju bivanja v vesolju.
- 24. marec – prvič po 26 letih nemirov na Severnem Irskem po ulicah Belfasta ne patruljira noben britanski vojak.
- 26. marec – nekatere države Evropske unije pričnejo izvajati Schengenski sporazum.
- 19. april – Timothy McVeigh s pajdašem izvede bombni napad na poslopje zvezne vlade v Oklahoma Cityju, v katerem umre 168 ljudi, več sto je ranjenih.

### Maj – avgust
- 1. maj – 
  - Jacques Chirac je izvoljen za predsednika Francije.
  - vojna na Hrvaškem: hrvaške sile pričnejo z operacijo Blisk za osvoboditev Slavonije.
- 11. maj – države podpisnice sprejmejo časovno neomejeno in brezpogojno podaljšanje pogodbe o neširjenju jedrskega orožja.
- 16. maj – japonska policija obkoli sedež sekte Aum Šinrikjo pod goro Fuji in aretira njenega voditelja Šoka Asaharo.
- 28. maj – v močnem potresu, ki prizadene naselje Neftegorsk na ruskem otoku Sahalin, umre najmanj 2000 ljudi.
- 29. junij – raketoplan Atlantis se kot prvi ameriški raketoplan spoji z rusko vesoljsko postajo Mir (odprava STS-71).
- 11. julij – srbski vojaki vkorakajo v Srebrenico po odhodu nizozemskih pripadnikov mirovnih sil, dan kasneje se prične množični pokol muslimanskih ujetnikov.
- 16. julij – na Haaškem sodišču je vložena obtožnica proti Radovanu Karadžiću in Ratku Mladiću za vojne zločine v Bosni in Hercegovini.
- 4. – 7. avgust – vojna na Hrvaškem: hrvaške sile ob pomoči bošnjaških v operaciji Nevihta ponovno zasedejo ozemlje samooklicane Srbske republike Krajine pod nadzorom srbske vojske.
- 24. avgust – izide Microsoftov operacijski sistem Windows 95.
- 29. avgust – predsednik Gruzije Eduard Ševardnadze uide poskusu atentata v Tbilisiju.
- 30. avgust – vojna v Bosni in Hercegovini: letala zveze NATO pričnejo z bombardiranjem srbskih topniških položajev v Bosni in Hercegovini.

### September – december
- 5. september – Francija izvede prvega v novi seriji preskusov jedrskega orožja na polinezijskem atolu Mururoa, kar sproži negodovanje svetovne javnosti.
- 26. september – v Italiji se prične sojenje nekdanjemu premierju Giuliju Andreottiju, obtoženemu sodelovanja z mafijo.
- 6. oktober – švicarska astronoma objavita odkritje 51 Pegasi b, prvega znanega zunajosončnega planeta, ki kroži okrog Soncu podobne zvezde.
- 14. oktober – Grčija prekine embargo proti Makedoniji ko se slednja obveže, da bo spremenila sporno državno zastavo in objavi, da nima zahtev po grškem ozemlju.
- 17. oktober – Francozinja Jeanne Calment doseže starost 120 let in 238 dni ter postane najdlje živeča oseba v zgodovini, katere starost je zanesljivo potrjena.
- 28. oktober – na podzemni železnici v Bakuju izbruhne požar, v katerem umre 289 ljudi, še enkrat toliko je ranjenih; najhujša nesreča na podzemeljski železnici vseh časov.
- 5. november – radikalno desničarski ortodoksni Jud Jigal Amir izvede atentat na izraelskega premierja Jicaka Rabina na mirovnem shodu v Tel Avivu.
- 7. november – umiri se tajfun Angela, eden najmočnejših tajfunov v zgodovini, po tistem ko je opustošil dele Filipinov in Tajvana ter zahteval skoraj 900 žrtev.
- 22. november – pri Walt Disney Pictures izide Svet igrač, prvi v celoti računalniško izdelan animirani film.
- 30. november – 
  - uradno se konča operacija Puščavski vihar.
  - NASA izgubi stik z vesoljsko sondo Pioneer 11, takrat najbolj oddaljenim predmetom človeške izdelave.
- 8. december – Nasina sonda Galileo se vtiri v orbito okoli Jupitra.
- 14. december – s podpisom Daytonskega sporazuma se konča vojna v Bosni in Hercegovini.

### Neznan datum
- v jami Divje babe odkrijejo najstarejšo znano piščal, ki jo je izdelal neandertalec.

## Svetovna populacija
| Svetovna populacija  | Svetovna populacija | Svetovna populacija | Svetovna populacija | Svetovna populacija | Svetovna populacija | Svetovna populacija |
|                      | 1995                | 1990                | 1990                | 2000                | 2000                |                     |
| -------------------- | ------------------- | ------------------- | ------------------- | ------------------- | ------------------- | ------------------- |
| Svet                 | 5.674.380.000       | 5.263.593.000       | 410.787.000         | 6.070.581.000       | 396.201.000         |                     |
| Afrika               | 707.462.000         | 622.443.000         | 85.019.000          | 795.671.000         | 88.209.000          |                     |
| Azija                | 3.430.052.000       | 3.167.807.000       | 262.245.000         | 3.679.737.000       | 249.685.000         |                     |
| Evropa               | 727.405.000         | 721.582.000         | 5.823.000           | 727.986.000         | 581.000             |                     |
| Južna Amerika/Karibi | 481.099.000         | 441.525.000         | 39.574.000          | 520.229.000         | 39.130.000          |                     |
| Severna Amerika      | 299.438.000         | 283.549.000         | 15.889.000          | 315.915.000         | 16.477.000          |                     |
| Oceanija             | 28.924.000          | 26.687.000          | 2.237.000           | 31.043.000          | 2.119.000           |                     |

## Rojstva
- 7. marec – Urša Bogataj, slovenska smučarska skakalka
- 13. september – Matej Zemljič, slovenski gledališki in filmski igralec
- 3. oktober – Milo Meskens, belgijski glasbenik in besedilopisec

## Smrti
- 1. januar – 
  - Fred West, angleški morilec (* 1941)
  - Eugene Paul Wigner, madžarsko-ameriški fizik in matematik, nobelovec  (* 1902)
- 2. januar – Siad Barre, somalijski diktator (* 1919)
- 18. januar – Adolf Butenandt, nemški biokemik, nobelovec (* 1903)
- 2. februar – Fred Perry, angleški tenisač (* 1909)
- 8. februar – Józef Maria Bocheński, poljski logik in filozof (* 1902)
- 14. marec – William Alfred Fowler, ameriški fizik, nobelovec (* 1911)
- 31. marec – Selena, ameriška pevka (* 1971)
- 2. april – Hannes Olof Gösta Alfvén, švedski elektroinženir in astrofizik, nobelovec (* 1908)
- 12. april – Axel Ljungdahl, švedski vojaški pilot in general (* 1897)
- 20. april – Milovan Đilas, črnogorski pisatelj in politik (* 1911)
- 12. maj – Bogo Grafenauer, slovenski zgodovinar (* 1916)
- 14. maj – Christian B. Anfinsen, ameriški biokemik, nobelovec (* 1916)
- 18. maj – 
  - Aleksander Godunov, rusko-ameriški baletnik (* 1949)
  - Peter van de Kamp, nizozemsko ameriški astronom (* 1901)
- 24. maj – Harold Wilson, britanski politik (* 1916)
- 8. junij – Juan Carlos Onganía, argentinski general in politik (* 1914)
- 14. junij – Roger Zelazny, ameriški pisatelj (* 1937)
- 25. junij – Ernest Thomas Sinton Walton, irski fizik, nobelovec (* 1903)
- 29. junij – Lana Turner, ameriška igralka (* 1921)
- 17. julij – Juan Manuel Fangio, argentinski dirkač Formule 1 (* 1911)
- 11. avgust – Alonzo Church, ameriški matematik in logik (* 1903)
- 21. avgust – Subrahmanyan Chandrasekhar, ameriško-indijski fizik in matematik, nobelovec (* 1910)
- 19. september – Rudolf Ernst Peierls, nemško-britanski fizik (* 1907)
- 23. september – Albrecht Otto Johannes Unsöld, nemški astronom (* 1905)
- 7. oktober – Gérard Henri de Vaucouleurs, francosko-ameriški astronom (* 1918)
- 25. oktober – Bobby Riggs, ameriški tenisač (* 1918)
- 3. november – Bojan Adamič, slovenski skladatelj, dirigent in aranžer (* 1912)
- 4. november – 
  - Gilles Deleuze, francoski filozof (* 1925)
  - Jicak Rabin, izraelski general in politik (* 1922)
- 13. december – Anatolij Djatlov, ukrajinski jedrski inženir (* 1931)
- 22. december – James Meade, angleški ekonomist, nobelovec (* 1907)
- 25. december – Emmanuel Levinas, francoski filozof in talmudist (* 1906)
- 30. december – Heiner Müller, nemški dramatik (* 1929)

## Nobelove nagrade
- Fizika – Martin L. Perl, Frederick Reines
- Kemija – Paul J. Crutzen, Mario J. Molina, F. Sherwood Rowland
- Fiziologija ali medicina – Edward B. Lewis, Christiane Nüsslein-Volhard, Eric F. Wieschaus
- Književnost – Seamus Heaney
- Ekonomija – Robert Lucas mlajši